# 45 RPM (Remixes Per Minute)
45 RPM (Remixes Per Minute) – pierwszy album studyjny niemieckiego DJ-a i producenta Paula van Dyka.

## Lista Utworów

### CD 1
1. "Introjection" 4:05
2. "I'm Comin' (To Take You Away)" 6:13
3. "For an Angel" 6:22
4. "45 RPM" 5:10
5. "Spannung (Tension)" 6:58
6. "Emergency!" 6:01
7. "Rushin' (Revolutions Per Minute)" 6:29
8. "Pump This Party (Video Edit)" 6:13
9. "Ooh! La La! (Krankenhouse Mix)" 6:13
10. "A Magical Moment" 6:01
11. "Pump This 45" 5:25
12. "Ejeculoutro" 4:11

### Bonus CD: 45 Remixes Per Minute
1. "Effective Force – Punishing The Atoms (Paul van Dyk Remix)" 6:19
2. "Tranceparents – Child 2 (Summer Love Remix)" 8:09
3. "New Order – "Spooky" (Out Of Order – Specially Extended Version)" 6:32
4. "Dance 2 Trance – "Take A Free Fall" (Beyond The Stars Re-mix)" 7:10
5. "Jens Lissat – "You Can't Escape" (Paul van Dyk Remix)" 7:06
6. "Joe T. Vannelli – "Playing With The Voice In Germany" (Paul van Dyk Remix)" 8:04
7. "Inspiral Carpets – "Saturn 5" (Gravity Surge Mix)" 6:02
8. "Sarin International – "Kontrol" (Paul van Dyk Remix)" 5:56
9. "Secret Knowledge – "Sugar Daddy" (Tripping On The Moon Remix)" 6:16
10. "Paul van Dyk – My World (Pump The Universe Remix)" 5:13

### Digital download
1. "Introjection" 4:04
2. "I'm Comin' (To Take You Away)" 6:13
3. "For an Angel" 6:21
4. "45 RPM" 5:10
5. "Spannung (Tension)" 6:58
6. "Emergency!" 6:01
7. "Rushin' (Revolutions Per Minute)" 6:30
8. "Step Right On!" 7:19
9. "A World Full of DJ's" 4:40
10. "A Magical Moment" 5:30
11. "Ejeculoutro" 4:12
12. "For An Angel '98 (PVD's E-Werk Club Mix)" 7:47